# Rolls-Royce RB.44 Tay
Cet article ne doit pas être confondu avec celui concernant le Rolls-Royce RB.183 Tay, apparu bien plus tard.
Le Rolls-Royce RB.44 Tay était un turboréacteur britannique des années 1940, une version agrandie du Rolls-Royce Nene conçu à la demande du constructeur américain Pratt & Whitney. Il ne fut jamais utilisé par un quelconque avion britannique, mais son concept fut construit sous licence aux États-Unis sous la désignation de J48, et fut construit par Hispano-Suiza sous la désignation de « Verdon »,.
Deux exemplaires de début de production du Tay furent évalués en 1950 par le Royal Aircraft Establishment (RAE) a Farnborough Airfield (en), Hampshire, à bord d'un Vickers Viscount spécialement modifié.

## Versions
- RB.44 Tay : Moteurs de développement de Rolls-Royce uniquement, aucune production ;
- Hispano-Suiza Verdon : Le Tay construit et développé sous licence en France ;
- Pratt & Whitney J48 : Le Tay construit et développé sous licence aux États-Unis.

## Applications

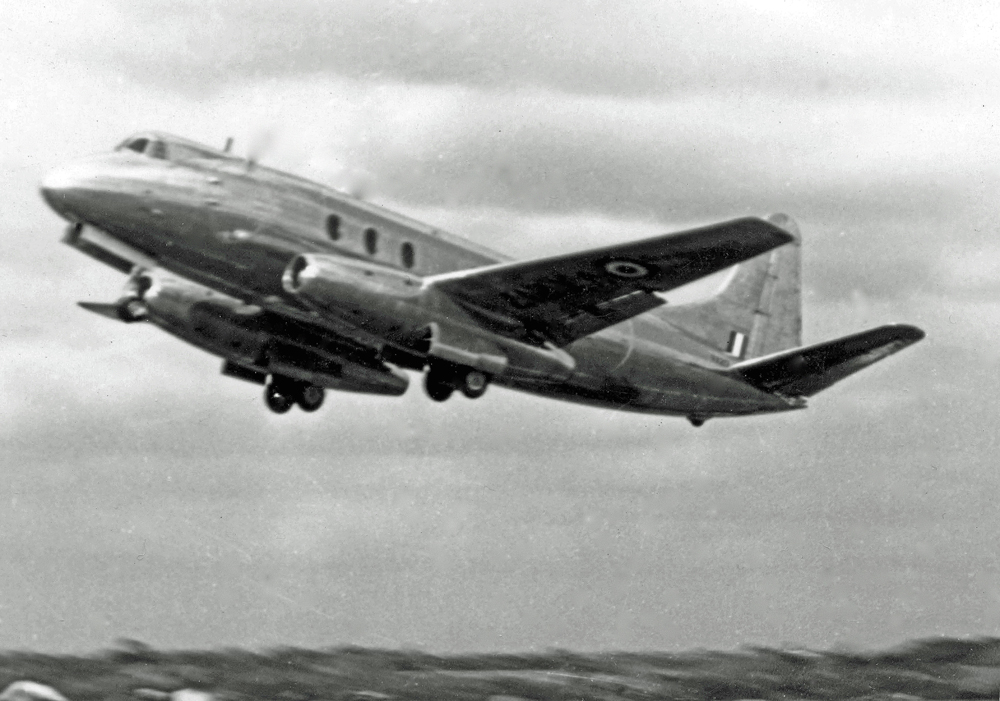
Deux moteurs Tay des premières séries en phase de tests en 1950 par la RAE sur un Vickers Viscount.

- Rolls-Royce RB.44 Tay : Vickers 663 Tay Viscount ;
- Hispano-Suiza Verdon : Dassault Mystère IV ;
- Pratt & Whitney J48 : Grumman F9F-5 Panther, Grumman F9F-6/-8 Cougar, Lockheed F-94C Starfire et North American YF-93.